# Rechtmehring
Rechtmehring település Németországban, azon belül Bajorországban. Lakosainak száma 2078 fő (2023. december 31.).

## Népesség
A település népessége az elmúlt években az alábbi módon változott:
| Lakosok száma | 435  | 758  | 1334 | 1330 | 1833 | 1837 | 1833 | 1887 | 2030 | 2078 |
|               | 1875 | 1950 | 1975 | 1987 | 2012 | 2014 | 2016 | 2017 | 2021 | 2023 |